# William Gully (1er vicomte Selby)
Pour les articles homonymes, voir Gully.
William Court Gully, 1er vicomte Selby, né le 29 août 1835 à Great Malvern et mort le 6 novembre 1909 à Seaford,, est un homme politique britannique. 

## Biographie
Il est fils du médecin James Manby Gully, et petit-fils d'un propriétaire de plantation de café en Jamaïque. Président de la société Cambridge Union durant ses études en sciences humaines au Trinity College de l'université de Cambridge, il est appelé au barreau en 1860 et pratique le métier de barrister à Liverpool. Se spécialisant notamment en droit commercial, il est fait conseiller de la reine en 1877,.
Candidat malheureux dans la circonscription de Whitehaven pour le Parti libéral aux élections législatives de 1880 et de 1885, il est élu à celles de 1886 pour représenter Carlisle à la Chambre des communes. En avril 1895, les députés l'élisent président de la Chambre par une courte majorité face au candidat conservateur Sir Matthew White Ridley, qui deviendra à la place ministre de l'Intérieur deux mois plus tard. Les conservateurs, agacés, lui opposent un candidat dans sa circonscription de Carlisle lors des élections législatives en juillet, mais William Gully est aisément réélu député, et ses pairs le reconduisent sans opposition à la présidence de la Chambre.

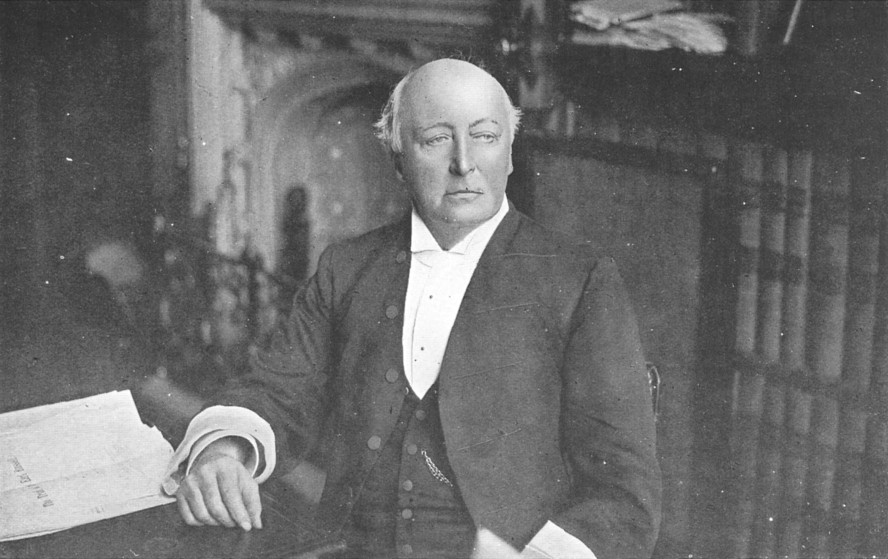
William Gully dans l'appartement de fonction du président de la Chambre, début 1905.

Réputé pour « sa courtoisie et son impartialité », William Gully « perd [toutefois] la confiance » des députés du Parti parlementaire irlandais (PPI) en 1901. En février il interrompt en effet le député Thomas O'Donnell lorsque celui-ci s'adresse à la Chambre en irlandais, et l'informe que toute allocution à la Chambre doit être prononcée en anglais, afin que l'ensemble des membres de la Chambre puissent le comprendre. Le mois suivant, une douzaine de députés du PPI refusent de quitter l'enceinte du Parlement à la clôture d'une session de la commission du budget, et le président les fait déloger par la police,,,.
En mars 1905, fatigué par des problèmes de santé aggravés par sa charge de travail, et souhaitant se consacrer au soin de son épouse Elizabeth gravement malade, il démissionne de la présidence. Comme le veut la coutume, il est alors anobli et fait membre de la Chambre des lords ; il prend le titre de 1er vicomte Selby, du nom de jeune fille de son épouse. Celle-ci meurt l'année suivante, une perte qui affecte grièvement William Gully. Membre actif néanmoins de la Chambre des lords durant les dernières années de sa vie, et membre de la Cour permanente d'arbitrage à La Haye à la fin de sa vie, il meurt à son tour en novembre 1909,,.